# Žid Süss (Feuchtwanger)
Žid Süss je historický román Liona Feuchtwangera vydaný v roce 1925. Odehrává se ve 30. letech 18. století v Německu, které je rozdrobeno na řadu států, jež mezi sebou bojují o moc. Hlavní postavou je schopný, ale zatím bezvýznamný židovský obchodník Josef Openheimmer Süss. Román je vyprávěn ve 3. osobě a sestává z pěti knih.

## Děj

### 1. kniha – Knížata
hlavní postavy: Hraběnka, Vévodkyně, Vévoda, Süss, Izák Landauer, Karel Alexandr
1. kniha popisuje tehdejší poměry ve Švábsku. Vévoda würtemberský a teckský Eberhart Ludvík, ačkoliv má manželku, udržuje poměr s dříve bezvýznamnou hraběnku Würbenovou, kterou si také vydržuje. Je do ní natolik zblázněný, že jí přenechává i vůdčí roli ve vévodství. Hraběnka je velice chamtivá, a obírá lid o co může. Lid ji nenávidí. Dostává se však do finančních problémů a do nepřízně vévody a potřebuje si půjčit od velice úspěšného konzervativního židovského obchodníka Izáka Landauera, Süssova přítele. Zhruba v první třetině knihy se na scéně objevuje Josef Süss Openheimmer, je představen hraběnce. Pocítí touhu také se podílet na politice. Přemýšlí, že by na hraběnce mohl založit svůj vzestup. Situace je však poměrně nevýhodná. Jednoho dne se však Süss ubytuje v hotelu, kam také přijíždí bratr vévody, poměrně úspěšný, sebevědomý a perspektivně vypadající princ Karel Alexandr. Süss si u něj vyžádá audienci a princ se mu i přes jeho pohrdavost zalíbí. Začíná přemýšlet o plánu, jak na něm vystavět svou kariéru. Začíná ho finančně podporovat. Na scéně se také objevuje přítel Izáka a zároveň strýc Süsse rabbi Gabriel Oppenheimer van Straaten, mág, který jednoho večera princovi předpoví dvě věci z ruky: tu první mu neřekne, ale ta druhá je vévodská koruna. Princ se tomu však jen zasměje. Gabriel poté odjíždí splnit Süssovo tajné přání, postarat se o jeho dceru Naemi, kterou má Süss z ročního vztahu s jednou ženou z Holandska. Během toho je situace s hraběnkou stále horší a horší. Princ se díky Süssovi seznamuje s velice bohatou a krásnou Marií Augustou, princeznou z Thurnu a Taxisu, a snaží se jí co nejvíce nadbíhat, aby mohl konečně vyřešit své finanční problémy a k tomu se ještě mohl chlubit krásnou manželkou. Mezitím umírá syn vévody, princ Jindřich Bedřich. Vévoda je zdrcen a už hraběnku definitivně zavrhne. Její situace je rázem velice špatná, začíná si balit věci a utíká ze země do vyhnanství s poledními zbytky svého majetku. Když odjíždí, lidé po ní házejí bláto a smějí se jí. V té době má také princ svatbu s Marií Augustou. V noci po svatbě přichází depeše – vévoda würtemberský zemřel. Karel Alexander se stává novým würtemberským vévodou.

### 2. kniha – Lid
hlavní postavy: Karel Alexander, Marie Augusta, Süss
2. kniha začíná slavnostní korunovací Karla Alexandra vévodou. Lidé mu malují obrazy, oslavují jeho vojenská vítězství v Bělehradu, věří, že přichází nová doba. Süss každým týdnem nabírá na moci, užívá si svého nově nabytého bohatství, kupuje si a luxusně zařizuje úžasný palác v Jezerní ulici ve Stuttgartu. Karel Alexandr je mu velice vděčný, a proto mu nechává téměř volnou ruku ve všem. Po čase nový vévoda zatouží opět válčit, rozšířit svá území, pověří tedy Süsse opatřením co nejvíce prostředků, Süss začíná nejdříve nenápadně zvyšovat daně, poté začíná zavádět až nesmyslně vysoké, také povinnou vojenskou službu. Za všechno jsou poplatky. Vévoda vyráží na tažení, vrací se sice vítězně, avšak ztráty byly tak obrovské, že celá země je ochromena. Lidé začínají pálit vévodovy obrazy, říkají: Za dřívějšího vévody vládla kurva, za nynějšího žid. Süss a Karel Alexander drží vládu silnou rukou a tyranizují celé vévodství. Süss je již druhým nejmocnějším mužem ihned po vévodovi, stále však nemůže zastávat žádný oficiální úřad, protože zákony to židům zakazují. Začíná se projevovat těžký antisemitismus mezi lidmi, závist a nenávist vůči židovi už je naprosto evidentní. Ta vrcholí v následující knize.

### 3. kniha – Židé
hlavní postavy: Kašpar Dietrle, Jechestel Seligmann Freudenthal
V 3. knize se setkáváme s bláznivým, násilnickým bezdomovcem a alkoholikem Kašparem Dieterlem, který se živí podomním a trhovým prodejem cetek. Ve svobodném městě Eslinkách mu konkuruje židovský obchodník Seligmann, kterému sice všichni nadávají a smějí se mu, ale stále od něj kupují, protože má mnohem větší výběr a nižší ceny. Starý blázen cestuje se svou čtrnáctiletou osiřelou sestřenicí, kterou často bije. Je to jediné, co má, avšak vůbec si ji neváží. Jednoho dne jí udeří lahví od kořalky tak silně, že ji zabije, na okamžik sice pocítí určitý záchvěv smutku, ten však okamžitě vystřídá čistý pragmatismus. Střepy z láhve pořeže tělo dívky do rituálních obrazců a ráno ji zakope ve městě na hnoji mezi prasata, poté se jde za poslední peníze na jídlo opít do hospody. Když vypije celou láhev kořalky, začíná vyprávět příběh o tom, jak naposledy viděl svou svěřenkyni včera, když jí sváděl žid Seligmann, kterého vyhodil. Dívka prý poté v noci zmizela a od té doby ji již neviděl a nejspíše už leží někde mrtvá, jeho milovaná sestřenka, to jediné co měl... K příběhu se přidává stále více posluchačů, až se z nich vytvoří dychtivý dav, který vybíhá ven, hledat jeho dívku po městě, záhy jí skutečně nalézá zakopanou na hnoji mezi prasaty. Zpráva se začíná šířit po celém městě, až na radnici, z lidu se začínají stávat vášniví antisemité, běží do hotelu, kde žid bydlí a začínají ho lynčovat, ten vůbec netuší o co jde. Začíná být souzen a mučen, je nad ním vynesen trest smrti. Na poslední chvíli se za něj postaví Süss a zachrání mu život, to ovšem pomstychtivý lid ještě více rozlítí. Nenávist vůči židům se šíří napříč vévodstvími i svobodnými městy. Süss je líčen jako největší netvor, který terorizuje celou zemi. Karel Alexandr však na něj stále nedá dopustit.

### 4. kniha – Vévoda
hlavní postavy: Vévoda, Süssova dcera Naemi
Vévoda začíná dychtit po ještě větší moci a po rozšíření svého území, začíná osnovat plán, jak zrušit ústavu a nastolit tvrdou diktaturu. Süss by tím konečně oficiálně získal obrovskou moc napříč celou Evropou. Začínají spolu vytvářet obrovské mocenské plány, připravují vojsko. Süss odjíždí navštívit svou dceru Naemi, je šokován tím, jaká z ní vyrostla krásná dívka. Poté se odjíždí věnovat svým plánům do dalších měst, mimoto také navštívit svou matku Michaelu, která je okouzlena jeho bohatstvím. Mezitím je opilý vévoda společně se svým štábem zaveden pomstychtivým prelátem Filipem Jindřichem Weissenseem, jehož dcera Magdaléna Sibyla se dílem Süssových intrik dostala do vévodových spárů a byla zneuctěna, do domu, kde bydlí Süssova Naemi. Vévoda je Naemi okouzlen, zůstává se štábem v domě, v noci se jí pokusí znásilnit, dívka mu však vyklouzne a uteče před ním na střechu, z níž dobrovolně skočí a ukončí tak raději svůj život, než aby se poddala vévodovi. Vévoda se zdá býti poprvé v životě smutný, chvíli se trápí, avšak nepřizná svou vinu, nechá zaslat depeši Süssovi, ať se okamžitě dostaví. Když Süss vstoupí do domu, a uvidí svou dceru ležet na mrtvou na loži, na několik hodin omdlí. Vtom přichází zlom v jeho životě, v jeho hodnotách. Ačkoliv vévodovi otevřeně nedává smrt dcery za vinu, je mu jasné co se stalo. Z těžkého materialisty se najednou ze Süsse stává velký idealista, najednou spatří, jak je Karel Alexandr neskutečně zlý a každému jen škodí. Rozhodne se zhatit jeho mocenské plány. To se mu vzápětí podaří, Karel Alexandr zuří a chce se židovi pomstít. Ve stejnou noc však podléhá na mozkovou příhodu v důsledku požití příliš silného povzbuzujícího lektvaru, který mu na Süssův příkaz podá sluha Otman. Vévodstvím se začíná již ráno šeptat, že vévoda zemřel, zprávy jsou sice nejdříve dementovány, nakonec se však rada rozhodne říci pravdu. Lidé propukají v jásot a jsou nesmírně šťastní, věří, že již hrůzovláda skutečně skončila a hlavně se těší, že se konečně budou moci pomstít židovi, kterého celou tu dobu tolik nenáviděli. Marie Augusta se snaží vládnout sama, všichni se jí však jen vysmějí. Dle závěti se vlády ujímá přísný, ale spravedlivý vévoda-regent Karel Rudolf.

### 5. kniha – Ten druhý
Je sestaven soudní tribunál, který má soudit zločince za vlády Karla Alexandra, většina z nich je však propuštěna na kauci, vzápětí samozřejmě uprchnou. Už zbývá jen Süss, který se nechává dobrovolně zatknout. Začíná se s vedením procesu proti němu, celou zemí se ozývá: Žid musí viset! Proces je spíše jen fraška, neví se ani, za co by měl být odsouzen, ale za každou cenu ho chtějí pověsit. Snaží se na něj uplatnit více než 200 let nepoužívaný zákon o trestu smrti za obcování s křesťanskými ženami. I po mnoha mučeních Süss nepřiznává žádná jména. Otec Marie Augusty, vévoda z Turnu a Taxisu se snaží zprostředkovat Süssovi útěk, ten však odmítá. Již mu na ničem nezáleží, smrtí dcery je natolik zničen, že už je z něho jiný člověk, procesu se vysmívá, kdyby chtěl, mohl by se z něj snadno vykoupit majetkem, přestoupit na katolickou víru, protože jeho otec byl křesťanský šlechtic, či by mohl utéci. Všechny šance na záchranu však rezolutně odmítá. Nakonec, i přes nesouhlas vévody regenta, je oběšen v potupné obří ptačí kleci na obrovské železné šibenici. Slavnostně, před statisíci lidmi. V noci se bezohledný obchodník dom Bartelemi Pancorbo rozhodne ukrást mrtvole Süsse prsten s drahocenným solitérem, po němž již dlouho touží, když však jeho komplicové vyšplhají na šibenici, aby jej mrtvému stáhli z prstu, zjistí, že je v kleci jiné tělo. Süssova mrtvola již byla vyzvednuta židy a vyměněna za jiné tělo. Poté je Süss tajně pohřben nedaleko Frankfurtu. Pro židy zůstal skutečným hrdinou a vzorem.

## Osud románu
Jen několik let po vydání v 30. letech 20. století byl román, poukazující na přednost mocenských plánů před spravedlností, říšským ministrem propagandy Josefem Goebbelsem zfilmován v duchu nacistické propagandy a Süss zde byl ukázán jako největší zločinec a zrůda, jen dychtící po penězích, která nakonec byla německým lidem spravedlivě potrestána.

## Vydání
Německá
- Jud Süß, Aufbau-Verlag, Berlín 1959

Česká
- Žid Süss, překlad Bohuslav Rovenský, Odeon, Praha 1969